# Kenéz (keresztnév)
A Kenéz régi magyar személynév, mely a knyáz szláv méltóságnévből származik. A jelentése: vezér, fővezér, herceg, elöljáró.

## Rokon nevek
Kenese

## Gyakorisága
Az 1990-es években szórványos név, a 2000-es években nem szerepel a 100 leggyakoribb férfinév között.

## Névnapok
- január 19.[2]